# 藤平光一

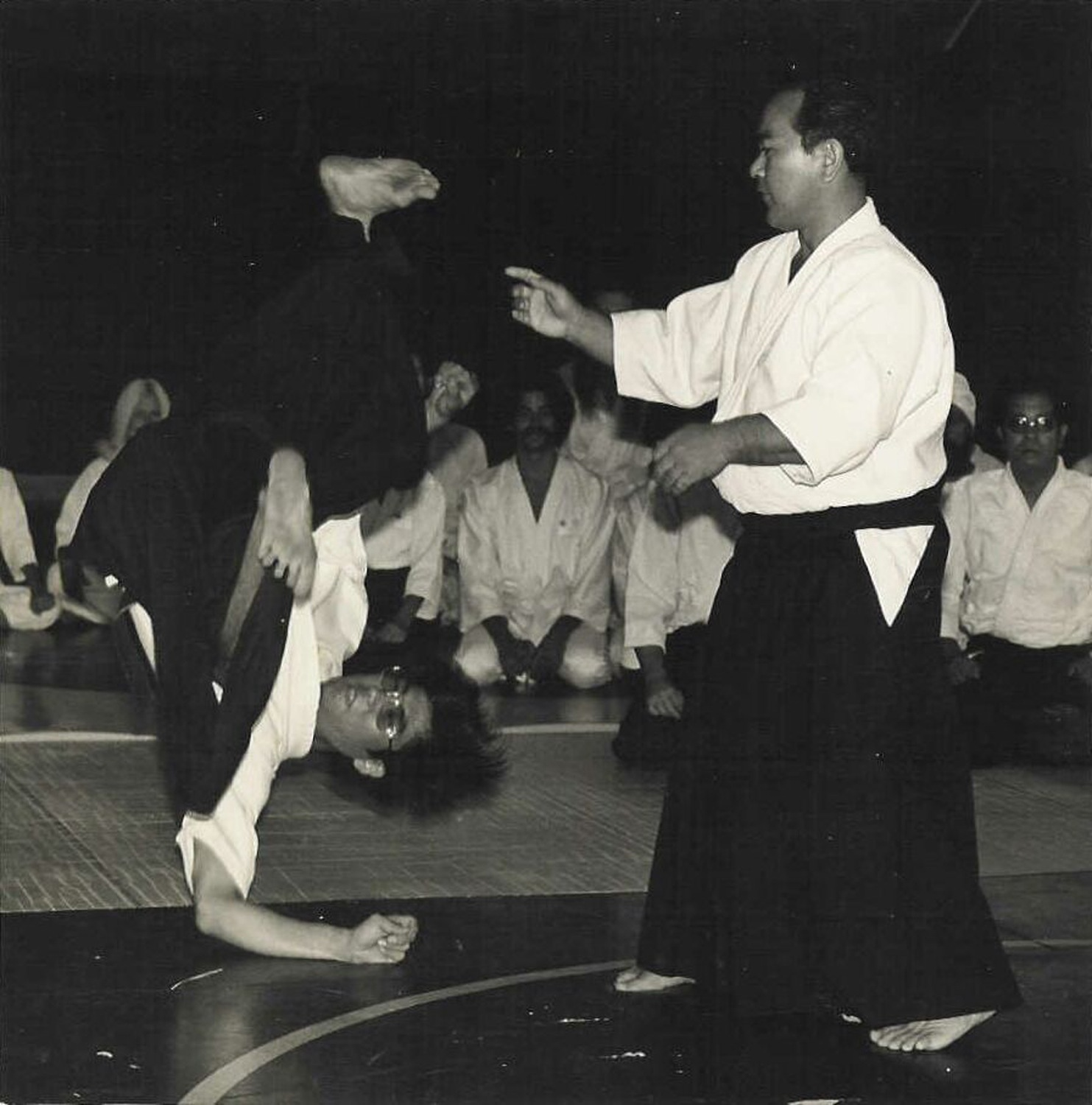
藤平光一

藤平 光一（とうへい こういち、1920年1月20日 - 2011年5月19日）は、東京生まれ栃木県出身の日本の武道（合気道）家。心身統一合氣道の創始者。1969年（昭和44年）合氣道10段。現一般社団法人心身統一合氣道会会長の藤平信一は息子。

## 略歴
幼少の頃は体が弱く、父親から柔道を教わった。慶應義塾大学に入学後、肋膜炎を発症し山岡鉄舟の高弟小倉鉄樹などから禅や呼吸法を学び修行した結果、肋膜炎が完治した。19歳のときに合気道の開祖植芝盛平に入門する。慶應義塾大学経済学部卒業後、陸軍に入隊。中国へ派遣されたときの体験が「氣の原理」に大きく影響を与えた。
帰国後、中村天風に師事し、心身統一道を学ぶ。その後ハワイを始め、アメリカ各地で合気道を指導した。1969年（昭和44年）、植芝盛平が亡くなる3ヶ月前に、公式に最高段位である10段を許される。藤平は合気道で存命中に10段位を許された唯一の人物である。当初は（財）合気会の師範部長を務めていたが、二代道主植芝吉祥丸の指示でハワイ、アメリカ本土の諸道場から藤平の写真が取り外されるという事件が起こった。これを機に合気会から独立。1971年（昭和46年）、氣の研究会を創設、1974年（昭和49年）に心身統一合氣道会を立ち上げた。1977年（昭和52年）に、厚生省（当時）から国民の健康に寄与することを目的とした財団法人を認可され、「財団法人氣の研究会」となる。1990年（平成2年）に「氣の郷」を設立。企業向け、個人向けに「氣」の講習を行う。
2011年5月19日、肺炎のため死去。91歳没。

## 氣の原理
藤平光一は「氣」や「天地の理」を重んじ、心と体をひとつにする「心身統一」が重要であるとしている。多くの問題はそれを行う人がうまく氣を使いこなしていないことや、心と体が不統一状態であることによってもたらされていると考えている。心身統一合氣道はその概念を体現化しているものに過ぎず、あらゆるものに応用できるとしてスポーツ各界や企業研修、健康に対して氣の概念からアプローチしている。プロ野球界に大きな影響を与えた。藤平光一に影響を受けた有名人として、王貞治や長嶋茂雄、榎本喜八、広岡達朗等が挙げられる。

## 心身統一道
心身統一道は中村天風が説いた理論をもとにしている。藤平光一が中国から帰国後、植芝盛平らと合気道の修行をしているとき、植芝が技を行うと円滑にいくが、弟子同士で行うと、そのようにならず力で頑張りあっている事に気付いた。その時に出会ったのが中村天風である。
中村は「心が体を動かす」と説き、そのことから「相手の氣を導いてから体を導く」ということを見出した。また、相手の心を導く前に自らの心をコントロールできていなければ他者の心は導くことが出来ないと考え、心身統一道を土台とした心身統一合氣道を作り出した。

## 心身統一の四大原則
1. 臍下（せいか）の一点に心をしずめ統一する
2. 全身の力を完全に抜く
3. 身体の総ての部分の重みを、その最下部におく
4. 氣を出す

## 心身統一合氣道の五原則
一、氣が出ている
二、相手の心を知る
三、相手の氣を尊ぶ
四、相手の立場に立つ
五、率先窮行（そっせんきゅうこう）

## 弟子
・今泉鎮雄
・丸山維敏
・藤平信一

## 著作
- 成功の秘訣は氣にあり(ISBN 978-4492552063)
- 幸福の秘訣は氣にあり(ISBN 978-4492552230)
- 健康の秘訣は氣にあり(ISBN 4-492-55249-9)
- 「氣」の威力(ISBN 978-4344026988)
- 氣の呼吸法(ISBN 978-4344411777)
- 中村天風と植芝盛平　氣の確立(ISBN 978-4492041178)
- 氣と生活(ISBN 978-4905673101)
- 氣と健康(ISBN 978-4905673132)
- 氣の実在(ISBN 978-4905673125)
- 氣の王道(ISBN 978-4569552309)
- 氣の話(ISBN 978-4905673026)
- 言葉の「氣力」が人を動かす(ISBN 978-4804714028)
- 「氣」で病を癒す(ISBN 978-4763180230)
- 氣で克つ　心で身体を使うビジネスの本義を学ぶ(ISBN 978-4526046032)
- 生活の中の氣の原理
- 心身統一合氣道

など

## 関連人物
- 植芝盛平
- 中村天風
- 広岡達朗
- 榎本喜八
- 王貞治
- 松坂大輔
- 松井秀喜
- 大川周明
- 荒川博